# 27 Batalion Straży Granicznej
27 Batalion Straży Granicznej – jednostka organizacyjna Straży Granicznej w II Rzeczypospolitej.

## Formowanie i zmiany organizacyjne
Wykonując postanowienia uchwały Rady Ministrów z 23 maja 1922 roku, Minister Spraw Wewnętrznych rozkazem z 9 listopada 1922 roku zmienił nazwę „Bataliony Celne” na „Straż Graniczną”. Wprowadził jednocześnie w formacji nową organizację wewnętrzną. 27 batalion celny przemianowany został na 27 batalion Straży Granicznej.
27 batalion Straży Granicznej funkcjonował w strukturze Komendy Powiatowej Straży Granicznej w Głębokim, a jego dowództwo stacjonowało w Drui. W skład batalionu wchodziły cztery kompanie strzeleckie oraz jedna kompania karabinów maszynowych w liczbie 3 plutonów po 2 karabiny maszynowe na pluton. Dowódca batalionu posiadał uprawnienia dyscyplinarne dowódcy pułku. Cały skład osobowy batalionu obejmował etatowo 614 żołnierzy, w tym 14 oficerów.
Na podstawie uchwały Rady Ministrów z 24 maja 1923 zarządzono likwidację Straży Granicznej do dnia 1 lipca 1923. Jednak 27 batalion Straży Granicznej, już w nowym etacie, pozostał na granicy do jesieni 1923. Pod względem budżetowo-gospodarczym podlegał Komendzie Okręgowej Policji Państwowej w Wilnie.
Potem batalion przekazał swój odcinek oddziałom Policji Państwowej i został rozwiązany.

## Służba graniczna
Od lipca 1923 batalion ochraniał odcinek granicy od zetknięcia się granicy lądowej z Dźwiną do m. Mazuryno
Sąsiednie bataliony
- 28 batalion Straży Granicznej ⇔ 11 batalion Straży Granicznej – 1 grudnia 1922[3][10]
- 28 batalion Straży Granicznej ⇔ 33 batalion Straży Granicznej − po 1 lipca 1923[8]

Wydarzenia
- 12 lutego 1923 komendant batalionu meldował, że z 3 kompanii zdezerterowało 4 szeregowych i tyleż samo z 4 kompanii. Aresztowano też kilku żołnierzy za komunistyczną agitację i rozmowy z żołnierzami bolszewickimi.Kontrole wykazały braki w amunicji u żołnierzy pełniących służbę graniczną[11]. Jako przyczynę podaje prawdopodobną działalność tajnej organizacji, która werbuje w szeregach WP swoich członków. Kolejną przyczyną to brak w kompaniach „polskiego żywiołu” i opieszałe działanie sądów. Dowódca batalionu prosi o „wzmocnienie pododdziałów granicznych żołnierzami z Wielkopolski, Małopolski bądź Królestwa”[12].

## Komendanci batalionu
- kpt. Teofil Ney (IX 1922[13] – )

## Struktura organizacyjna
| Ordre de Bataille 27 batalionu Straży Granicznej w Drui na dzień 14 listopada 1922 | Ordre de Bataille 27 batalionu Straży Granicznej w Drui na dzień 14 listopada 1922 | Ordre de Bataille 27 batalionu Straży Granicznej w Drui na dzień 14 listopada 1922 | Ordre de Bataille 27 batalionu Straży Granicznej w Drui na dzień 14 listopada 1922 |
| kompanie                                                                           | 1. Uźmiony                                                                         | 2. Leonpol                                                                         | 3. Druja                                                                           |
| ---------------------------------------------------------------------------------- | ---------------------------------------------------------------------------------- | ---------------------------------------------------------------------------------- | ---------------------------------------------------------------------------------- |
| placówki                                                                           | Ponizowo                                                                           | Janczyn                                                                            | Wiata                                                                              |
| placówki                                                                           | Drehucze                                                                           | Grudzino                                                                           | Jarmioły                                                                           |
| placówki                                                                           | Olesznica                                                                          | Leonpol                                                                            | Stajki                                                                             |
| placówki                                                                           | Peresłówka                                                                         | Piotrówka                                                                          | Druja                                                                              |
| placówki                                                                           | Uzmiony                                                                            | Czuryłowo                                                                          | Krzywoszczyzna                                                                     |
| placówki                                                                           | Trudy                                                                              | Czomery                                                                            | Baluje                                                                             |
| placówki                                                                           | Słoboda                                                                            |                                                                                    |                                                                                    |
| placówki                                                                           | Dworczany                                                                          |                                                                                    |                                                                                    |